# Whittlesea City
Koordinaten: 37° 39′ S, 145° 0′ O

Whittlesea City ist ein lokales Verwaltungsgebiet (LGA) im australischen Bundesstaat Victoria. Whittlesea gehört zur Metropole Melbourne, der Hauptstadt Victorias. Das Gebiet ist 490 km² groß und hat etwa 200.000 Einwohner.
Whittlesea liegt am Nordrand Melbournes 17 bis 41 km nördlich des Stadtzentrums und enthält 12 Stadtteile: Bundoora, Doreen, Eden Park, Epping, Lalor, Mernda, Mill Park, South Morang, Thomastown, Whittlesea, Wollert und Yan Yean. Der Sitz des City Councils befindet sich in South Morang.
Über die Hälfte der Einwohner der City stammen von nicht-englischsprachigen Ländern ab, viele davon aus Südeuropa. Whittlesea bildet den Übergang vom Stadtgebiet zum ländlichen Victoria im Norden.
Das 560 ha große Yan Yean Reservoir war 1853 der erste Speichersee, der zur Sicherung der Wasserversorgung angelegt worden war.

## Verwaltung
Der Whittlesea City Council hat neun Mitglieder, die von den Bewohnern der drei Wards gewählt werden (je drei Councillor pro Ward). Diese drei Bezirke (North, East und West) sind unabhängig von den Stadtteilen festgelegt. Aus dem Kreis der Councillor rekrutiert sich auch der Mayor (Bürgermeister) des Councils.